# Alchemilla leutei
Alchemilla leutei é uma espécie de rosácea do gênero Alchemilla, pertencente à família Rosaceae.